# داء المشعرات
داء المشعرات (بالإنجليزية: Trichomoniasis)‏ هو عدوى تنتقل عن طريق الاتصال الجنسي، ناجمة عن طفيل مجهري (أولّي) (trichomonas vaginalis) غالبا ما يوجد في المهبل وأنسجة المجاري البولية.

## كيفية الإصابة
التهاب المشعرة التناسلية هو عدوى تصيب الجهاز التناسلي مبدئيًا˛ وأكثر مواقع
الإصابة شيوعا هي الإحليل والمهبل عند النساء.
تتم الإصابة بداء المشعرات من خلال ممارسة الجنس المهبلي دون وقاية (القضيب إلى المهبل والفرج إلى الفرج). ما يعنيه هذا هو أن المرأة يمكن أن تصاب بداء المشعرات من رجل أو امرأة مصابة. ويمكن للرجال أن يصابوا بالعدوى من امرأة مصابة. ولا يمكن الإصابة بداء المشعرات عن طريق ممارسة الجنس الفموي أو الشرجي. وتنتج البكتيريا ضغطاً على الخلايا العائلة وتهضم باقي أجزاء الخلية بعد موتها.

## الأعراض
داء المشعرات يصيب المهبل والإحليل (الأنبوب حيث يخرج منه البول) والمثانة وعنق الرحم في النساء. ولدى الرجال، فإنه يصيب مجرى البول فقط وتحت الفرج.
وهذه الأعراض عند الرجال يكون من الصعب اكتشافها.
معظم المصابين بالمشعرة المهبلية لا يبدون أية أعراض ظاهرة لكن الأعراض
المصاحبة هي ألم˛ حرقة˛ حكة في القضيب˛ التهاب إحليلي (التهاب الإحليل) أو مهبلي (التهاب مهبلي). وأيضا عدم الارتياح لكلا الجنسين يزداد عند الاتصال الجنسي والتبول. للنساء يمكن أن يكون هناك أيضا بول أصفر مخضر، حكة، رغوة وإفرازات مهبلية ذات رائحة. في حالات نادرة قد يحصل ألم أسفل البطن. الأعراض تبدأ غالبا بالظهور في غضون 5-28 يوم من التعرض.

## الأسباب
الجهاز التناسلي البشري هو الخازن الوحيد لهذا النوع من البكتيريا وتنتقل المشعرة
المهبلية عبر التواصل الجنسي أو التناسلي.

## التسلسل الجيني
مسودة
التسلسل الجيني للمشعرة المهبلية تم نشرها عام 2007 في المجلة العلمية Science  تؤكد أن البكتيريا تحتوي على 26,000 جين، وهو عدد
مشابه لعدد الجينات البشرية. قرابة ال35 ألف جين إضافية لم يتم تأكيدها˛ تحتوي على آلاف
من الجينات القافزة المحتملة، والتي قد ترفع عدد الجينات المحتملة ليصبح قرابة ال60 ألف.

## التشخيص
توجد ثلاثة طرق أساسية لفحص التهاب المشعرة المهبلية:
- الطريقة الأولى والأكثر استخداما هي ما يعرف بالمجهر الملحي وتتطلب مسحة من باطن الرحم أو المهبل أو القضيب. وجود بكتيريا مشعرة مهبلية واحدة أو أكثر يؤدي إلى نتيجة إيجابية في الفحص˛ وعلى الرغم من قلة تكلفة الفحص إلا أنه ذو حساسية قليلة (60-70%) نظرًا لعدم كفاية العينة مما يؤدي إلى نتيجة سلبية كاذبة.
- الطريقة التشخيصية الأخرى هي من خلال المزرعة التي كانت تعرف تاريخيا ب«المعيار الذهبي» لتشخيص الأمراض المعدية. سعر مزرعة بكتيريا المشعرة المهبلية قليل نسبيًا لكن حساسيتها تظل نوعا ما قليلة (70-89%).
- الطريقة الثالثة تتضمن اختبارات تضخيم الحمض النووي التي تعتبر أكثر حساسية (80-90%)، وأكثر تكلفة من طريقتي الاختبار السابقتين (المجهر والزراعة). اختبارات تضخيم الحمض النووي تتضمن عينة «أبتيمية» من البكتيريا.

## الوقاية
استعمال واقي ذكري قد يساعد في الحماية من هذه البكتيريا، على الرغم من عدم وجود بحوث دقيقة عن كيفية الوقاية من هذه البكتيريا.
العدوى لا تنتقل عن طريق الماء لموتها بعد 45-60 دقيقة من تواجدها في الماء˛ ومن نصف إلى ثلاث ساعات في المياه الحرارية˛ وخمس إلى ست ساعات في البول المخفف.
لا تتواجد حاليا فحوصات قياسية بصورة دورية لسكان الولايات المتحدة المقدمين على تكوين عائلة أو من يقومون بفحوص اعتيادية للأمراض المنقولة جنسياً. لكن تنصح مراكز الوقاية والتحكم بالمرض بإجراء تحليل ضد التهاب المشعرة المهبلي للإناث الذين لديهم إفرازات مهبلية أو من هم عرضة للإصابة بالمرض أو بالأصابة بالإيدز.
مجيء فحوصات جديدة وأكثر نوعية وحساسية يقدم فرص لبروتوكولات تحليل جديدة لكل من الذكور والإناث. كل من التخطيط والمناقشة والبحث ضروريان لتحديد فعالية وجدوى تكاليف للتحاليل الجيدية في التشخيص والعلاج.

## العلاج
يعطى العلاج للشريكين معاً حتى لو لم تظهر علامات الإصابة لدى الشريك الآخر وذلك يكون عن طريق إعطاء جرعة واحدة من المضادات الحيوية عن طريق الفم. وعادة ما تكون المضادات الحيوية الموصوفة هي إما ميترونيدازول أو تينيدازول وتستعمل بحذر أكثر مع الحوامل وفي بعض الحالات، يمكن أن يصف الطبيب مجموعة جرعات من المضادات الحيوية للتخلص من العدوى.
في 95-97 % من الحالات يتماثل المريض للشفاء من أول جرعة. تشير البحوث بأن 4-5 % من المرضى المصابين بهذه العدوى مقاومين للميترونيدازول. بدون علاج العدوى قد تستمر لأشهر أو لسنوات في النساء ويُفترض أن الرجال المصابين يتعافون من تلقاءأنفسهم.
تم استخلاص دلائل من تجربة عشوائية تشير إلى أن فحص الحوامل اللاتي لا يظهر عليهن أعراض المرض والنساء اللاتي يتعالجن قد يقلل من احتمالية الولادة المبكرة˛ لكن لا بد من دراسات أكثر لتأكيد نتائج هذا البحث وتأكيد أفضل طريقة لفحص الحوامل. 

## المضاعفات
وقد أظهرت الأبحاث وجود صلة بين داء المشعرات
واثنين من المضاعفات الخطيرة. وتشير البيانات إلى:
- ارتباط داء المشعرات مع زيادة مخاطر انتقال عدوى فيروس نقص المناعة البشرية. قد يؤدي داء المشعرات إلى ولادة طفل منخفض الوزن أو خديج.
- دور العدوى المشعرة في التسبب في سرطان عنق الرحم هو واضح، على الرغم من أن العدوى المشعرة قد تتشكل مع عدوى من سلالات عالية الخطورة من فيروس الورم الحليمي البشري.
- في الذكور قد تسبب العدوى التهاب الإحليل والبروستاتا من دون أعراض ظاهرة. في البروستاتا قد تحدث التهابات مزمنة تؤدي في النهاية إلى الإصابة بسرطان البروستاتا.

## علم الأوبئة
عدوى المشعرات المهبلية هو من أكثر أنواع العدوى
غير الفيروسية شهرة ويحدث  عن طريق الاتصال الجنسي ويبلغ عدد المصابين في
العالم بهذه العدوى  248 مليون حالة جديدة سنويا. وهو أكثر شيوعا في النساء
(2.7٪) من الذكور (1.4٪).  يعد المرض المعدي غير الفيروسي الأكثر شيوعا في
الولايات المتحدة، حيث يقدر أن هنالك 3.7 مليون من القضايا السائدة و 1.1 مليون
حالة جديدة سنويا. تشير الدراسات الحديثة إلى انتشار يبلغ 3٪ من سكان الولايات
المتحدة، و 7,5-32٪ من حالات متوسطة إلى عالية الخطورة شاملة السجناء.

## وصلات إضافية
- Trichomoniasis at Centers for Disease Control and Prevention
- Vaginitis/Vaginal infection fact sheet from the National Institute of Allergies and Infections. The first version of this article was taken from this ملكية عامة resource.
- eMedicine Health Trichomoniasis
- Trichomonas columbae video
- Can trichomoniasis be dormant?